# Ricardo Vilas
Ricardo Vilas (né le 30 août 1949 à Rio de Janeiro au Brésil) est un musicien brésilien.

## Biographie
À dix-sept ans, il monte son premier groupe -Momento Quatro- avec trois copains d'école, et c’est le boum immédiat. Ils remportent notamment, aux côtés de Edu Lobo, le premier lors d’un festival.
Un bon début de carrière, abrégé trop vite par les militaires : Ricardo Vilas, alors étudiant, engagé dans des actions contre le régime militaire, est arrêté et emprisonné (1969).
Expulsé vers le Mexique, un ami lui conseille[réf. nécessaire] la France, Terre d’Asile, terre des droits de l’homme et des libertés fondamentales. Blessé par la prison et à la recherche d’un coin de monde où il pourrait réapprendre la vie d’homme libre, il s’embarque donc en 1970 pour la patrie de Rousseau.

### En France
Avec Teca Calazans, ils montent le duo Teca e Ricardo, qui se produit dans les bars, le soir, après le travail.
Quelques mois de galère, la chance leur sourit : Claude Nougaro les remarque et leur demande de faire sa première partie, à l’Olympia, en 1974. L’expérience est réussie, et ils l’accompagnent dans une longue tournée à travers la France.

### Retour au Brésil
En 1980, la fin de la dictature au Brésil pousse Ricardo, amnistié, à retrouver sa terre natale. Il y entame une carrière en solo. Il devient directeur musical sur TV Globo et compose des musiques pour les telenovelas.
Mais son cœur reste divisé entre France et Brésil. Arrivé en France en 1990 pour une tournée, il s’installe à Paris, et vit depuis entre les deux pays chers à son cœur, se produisant des deux côtés de l’Atlantique.

### Carrière
1990 à 1997 : lancement en Europe et au Brésil des albums Musica Mestiça, Guanabara, Novas Saudades do Brasil, Novas, do Brasil & Guanabara et Brazilian Kaleidoscop.
En 1998, il sort BEM BRASIL, l’album des trente ans de carrière, avec la participation de quelques-uns de ses amis, comme Chico Buarque, Lenine, Nana Caymmi, Joyce et d’autres stars de la musique brésilienne. L’album a été salué[réf. nécessaire] par Radio Latina, qui l’a gardé pendant plusieurs mois parmi ses plus fortes rotations.

### Mandinga de amor
En 2001, il sort Mandinga de amor, son 21e album. 
L’album est une nouvelle fois remarqué par Radio Latina[réf. nécessaire], salué par NOVA Magazine et par le supplément du journal Le Monde ADEN. L’album a également été présenté dans l’émission Cd'aujourd'hui de France 2.

### MPB Connections
En 2009, Ricardo Vilas vit au Brésil, où il est directeur musical de TV Brasil. Il poursuit sa carrière artistique en France et au Brésil. Il sort en France l'album MPB Connections, avec des participations telles que Joyce, le Capverdien Teófilo Chantre, la Camerounaise Sally Nyolo, Ramiro Naka (Guinée-Bissau) ou encore Didier Sustrac.
Parallèlement, au Brésil, paraissent le CD et le DVD de ses 40 ans de carrière, enregistrés lors d'un concert à la maison de France, à Rio de Janeiro, avec Joyce, Kay Lyra et les membres de Momento quatro.

## Discographie partielle
- 1978 — Teca & Ricardo desafio de viola avec Leonardo Ribeiro
- 199* — Musica Mestiça
- 199* — Guanabara
- 199* — Novas Saudades do Brasil
- 199* — Novas, do Brasil & Guanabara
- 199* — Brazilian Kaleidoscop
- 1998 — BEM BRASIL
- 2001 — MANDINGA DE AMOR
- 2009 — MPB Connections